# چشمه کبود (ایلام)
چشمه کبود، روستایی در دهستان کشوری بخش مرکزی شهرستان ایلام در استان ایلام ایران است.ساکنان این روستا از ایل بزرگ عالی بیگی هستند.

## جمعیت
بر پایه سرشماری عمومی نفوس و مسکن در سال ۱۳۹۵، جمعیت این روستا برابر با ۱۰۱۷ نفر (۲۶۳ خانوار) بوده‌است.